# Olympische Sommerspiele 1972/Teilnehmer (Kolumbien)
| Gelbes Symbol für Goldmedaillen mit stilisierten Olympischen Ringen | Graues Symbol für Silbermedaillen mit stilisierten Olympischen Ringen | Braundes Symbol für Bronzemedaillen mit stilisierten Olympischen Ringen |
| ------------------------------------------------------------------- | --------------------------------------------------------------------- | ----------------------------------------------------------------------- |
| —                                                                   | 1                                                                     | 2                                                                       |

Kolumbien nahm an den Olympischen Sommerspielen 1972 in München mit einer Delegation von 59 Athleten (55 Männer und vier Frauen) an 39 Wettkämpfen in acht Sportarten teil. Fahnenträger bei der Eröffnungsfeier war der Boxer Alfonso Pérez.

## Teilnehmer nach Sportarten

### Boxen
Männer
- Prudencio Cardona
Halbfliegengewicht: 1. Runde

- Calixto Pérez
Fliegengewicht: Viertelfinale

- Eduardo Barragán
Bantamgewicht: 2. Runde

- Clemente Rojas
Federgewicht: Bronze

- Alfonso Pérez
Leichtgewicht: Bronze

- Emilio Villa
Halbweltergewicht: 2. Runde

- Bonifacio Ávila
Halbmittelgewicht: 2. Runde

### Fußball
Männer
- Vorrunde

- Kader
  - Tor

1 Silvio Quintero
2 Antonio Rivas
14 Armando Acosta
  - Abwehr

3 Gerardo Moncada
4 Rafael Reyes
5 Alvaro Calle
6 Dumas Guette
15 Vicente Revellon
17 Orlando Rivas
  - Mittelfeld

7 Fabio Espinosa
10 Henry Caicedo
12 Willington Palacios
13 Ernesto Diaz
16 Domingo Gonzales
  - Angriff

8 Carlos Lugo
9 Jaime Morón
11 Alvaro Santamaria
18 Luis Montano
19 Ángel Torres

### Gewichtheben
Männer
- Lester Francel
Fliegengewicht: 10. Platz

- José Martínez
Leichtgewicht: 16. Platz

### Leichtathletik
| Männer - Jimmy Sierra 200 Meter: Viertelfinale - Domingo Tibaduiza 10.000 Meter: Vorläufe - Hernán Barreneche Marathon: 28. Platz - Álvaro Mejía Marathon: 48. Platz - Víctor Mora Marathon: 52. Platz | Frauen - Juana Mosquera 100 Meter: Viertelfinale 200 Meter: Viertelfinale - Elsy Rivas 400 Meter: Vorläufe |

### Radsport
Männer
- Miguel Samacá
Straßenrennen: 9. Platz
100 Kilometer Mannschaftszeitfahren: 22. Platz

- Fernando Cruz
Straßenrennen: 26. Platz
100 Kilometer Mannschaftszeitfahren: 22. Platz

- Juan Morales
Straßenrennen: 66. Platz

- Fabio Acevedo
Straßenrennen: DNF
100 Kilometer Mannschaftszeitfahren: 22. Platz

- Henry Cuevas
100 Kilometer Mannschaftszeitfahren: 22. Platz

- Jairo Díaz
Spring: Hoffnungslauf nach 1. Runde
Tandemsprint: Hoffnungslauf nach 1. Runde

- Carlos Galeano
Spring: Hoffnungslauf nach 1. Runde

- Jairo Rodríguez
1000 Meter Zeitfahren: 23. Platz

- Rafael Narváez
Tandemsprint: Hoffnungslauf nach 1. Runde

- Luis Díaz
4000 Meter Einerverfolgung: 5. Platz

### Schießen
- Luis Colina
Schnellfeuerpistole: 40. Platz

- Guillermo Martínez
Schnellfeuerpistole: 51. Platz

- Gilberto Fernández
Freie Pistole: 27. Platz

- Jorge Henao
Freie Pistole: 43. Platz

- Jaime Callejas
Kleinkaliber, Dreistellungskampf: 48. Platz
Kleinkaliber, liegend: 89. Platz

- Alfonso Rodríguez
Kleinkaliber, Dreistellungskampf: 55. Platz
Kleinkaliber, liegend: 71. Platz

- Helmut Bellingrodt
Laufende Scheibe: Silber

- Hanspeter Bellingrodt
Laufende Scheibe: 15. Platz

- Gerardo González
Skeet: 27. Platz

- Manuel González
Skeet: 43. Platz

### Schwimmen
| Männer - Tomas Becerra 400 Meter Freistil: Vorläufe 1500 Meter Freistil: Vorläufe - Jorge Jaramillo 1500 Meter Freistil: Vorläufe 200 Meter Schmetterling: Vorläufe | Frauen - Roselina Angee 200 Meter Freistil: Vorläufe 400 Meter Freistil: Vorläufe 800 Meter Freistil: Vorläufe 200 Meter Lagen: Vorläufe 400 Meter Lagen: Vorläufe - Olga de Angulo 200 Meter Freistil: Vorläufe 400 Meter Freistil: Vorläufe 800 Meter Freistil: Vorläufe 200 Meter Schmetterling: Vorläufe |

### Wasserspringen
Männer
- Salim Barjum
Kunstspringen: 26. Platz in der Qualifikation

- Diego Henao
Turmspringen: 26. Platz in der Qualifikation